# Chráněné houby České republiky
Chráněné houby v České republice specifikuje vyhláška č. 395/1992 Sb. zákona 114/1992 Sb. jako tzv. zvláště chráněné druhy. Podle § 49 odst. 1 tohoto zákona jsou chráněné podzemní i nadzemní části ve všech vývojových stádiích, ochrana se vztahuje i na biotop. Takto chráněné rostliny (houby) se nesmějí sbírat, trhat, vykopávat, poškozovat, ničit ani jiným způsobem rušit v přirozeném vývoji.

## Seznam zvláště chráněných druhů
Vyhláška uvádí 46 druhů, které rozděluje do tří skupin (zákonem chráněné jsou všechny):

### Kriticky ohrožené
- bolinka černohnědá (Camarops tubulina)
- čirůvka hnědočervenavá (Tricholoma inodermeum)
- čirůvka Josserandova (Dermoloma josserandii)
- hlívička jedlová (Hohenbuehelia abietinum)
- hlívovec ostnovýtrusný (Rhodotus palmatus)
- hřib Fechtnerův (Boletus fechtneri)
- hřib královský (Boletus regius)
- hřib moravský (Boletus (Xerocomus) moravicus)
- holubinka blaťácká (Russula helodes)
- hvězdovka Pouzarova (Geastrum pouzarii)
- káčovka ploská (Biscogniauxia simplicior)
- kuřinec subarktický (Ramariopsis subarctica)
- květka písečná (Montagnea arenaria)
- lanýž letní (Tuber aestivum)
- lošáček statný (Phellodon confluens)
- muchomůrka císařka (Amanita caesarea)
- muchomůrka Vittadiniho (Amanita vittadinii)
- náramkovitka žlutozelená (Floccularia straminea)
- plstnatec různotvarý (Spongipellis fractipes)
- polnička stepní (Agrocybe stepposa)
- rudoušek tmavý (Rhodocybe obscura)
- slizečka chlupatá (Xerula melanotricha)
- šamonie modrající (Chamonixia caespitosa)
- špička stepní (Marasmiellus carneopallidus)
- ucháčovec šumavský (Pseudorhizina sphaerospora)
- václavka bažinná (Armillaria ectypa)
- vláknice zašpičatělá (Inocybe acutella)

### Silně ohrožené
- kalichovka lužní (Omphalina discorosea)
- klouzek žlutavý (Suillus flavidus)
- kukmák dřevní (Volvariella caesiotincta)
- mozkovka rosolovitá (Ascotremella faginea)
- modralka laponská (Amylocystis lapponica)
- ouško citronové (Otidea concinna)
- pavučinec nancyský (Cortinarius nanceiensis)
- pazoubek zelený (Microglossum viride)
- plžatka smrková (Hygrophorus piceae)
- strmělka suchomilná (Clitocybe barbularum)
- ušíčko jedlové (Pseudoplectania vogesiaca)
- voskovka cihlová (Hygrocybe sciophana)
- zvonovka Babingtonova (Entoloma babingtonii)

### Ohrožené
- holubinka olšinná (Russula alnetorum)
- hvězdovka uherská (Geastrum hungaricum)
- kržatka vrásčitá (Tubaria confragosa)
- loupavka vápencová (Hysterangium calcareum)
- prášivka bažinná (Bovista paludosa)
- šupinovka Henningsova (Pholiota henningsii)

## Postihy
Výše postihu za porušení legislativy je stanovena zvlášť pro fyzické a právnické osoby:
- až 5 000 Kč fyzické osobě za nedovolený zásah do vývoje chráněných druhů
- až 10 000 Kč fyzické osobě za ničení ohrožených druhů
- až 50 000 Kč fyzické osobě za ničení kriticky a silně ohrožených druhů
- až 500 000 Kč právnické osobě či fyzické osobě při výkonu podnikatelské činnosti za nedovolené zasahování do vývoje
- až 1 000 000 Kč za přímé či nepřímé zničení chráněného jedince

## Další metody ochrany hub v České republice
Krom ochrany konkrétních druhů je v České republice zajištěna i ochrana plošná - v rámci některých chráněných území. Vzácné a ohrožené druhy hub uvádí dále Červená kniha IV (119 druhů) a Červený seznam hub České republiky (904 druhů) - tyto publikace mají v současnosti doporučující charakter (v budoucnu se počítá s rozšířením zákonné ochrany i na některé druhy těchto seznamů).

## Houby navrhované k ochraně
Během příprav seznamu hub chráněných v souladu se zákonem z roku 1992 byla k ochraně navržena řada hub; mnohé z nich se ale do finálního seznamu nedostaly. Navrhované byly například: kačenka česká (Ptychoverpa bohemica), stročkovec kyjovitý (Gomphus clavatus), hřib kaštanový (Gyroporus castaneus), hřib siný (Gyroporus cyanescens), hřib borový (Boletus pinophilus), hřib bronzový (Boletus aereus), hřib přívěskatý (Boletus appendiculatus), kozák dubový (Leccinum crocipodium) aj.
V roce 2000 požádala Agentura ochrany přírody a krajiny České republiky o návrh seznamu hub na doplnění vyhlášky o zvláště chráněných druzích organismů. Zpracovali jej čeští mykologové Miroslav Beran a Jan Holec, čítá 54 druhů (ke stávajícím 46 druhům) a později (v roce 2004) byl vydán i ve verzi rozšířené o zdůvodnění ochrany jednotlivých druhů. Rozdělen je na (stejně jako seznam uzákoněný roku 1992) na druhy kriticky ohrožené, silně ohrožené a ohrožené.
Ke kriticky ohroženým druhům navrhli autoři přiřadit: krásnoporka kozí noha (Albatrellus pes-caprae), bělozub osmahlý (Bankera fuligineo-alba), hřib rudonachový (Imperator rhodopurpureus), hřib nachový (Rubroboletus rhodoxanthus), náramkovitka císařská (Catathelasma imperiale), terčovnice síťnatá (Disciotis venosa), penízovka stepní (Flammulina ononidis), hvězdovka tuhová (Geastrum coronatum), kalichovka zlatolupenná (Gerronema chrysophyllum), stročkovec kyjovitý (Gomphus clavatus), lošákovec libovonný (Hydnellum suaveolens), voskovka hořká (Hygrocybe mucronella), houžovec medvědí (Lentinellus ursinus), běločechratka stepní (Leucopaxillus lepistoides), kržatka Kristinina (Phaeocollybia christinae), ohňovec řešetlákový (Phellinus rhamni), oranžovec vláknitý (Pycnoporellus fulgens), kuřátka jarmuzová (Ramaria botrytis), kuřátka lososová (Ramaria subbotrytis), jazourek srstnatý (Trichoglossum hirsutum).
Mezi silně ohrožené druhy doporučili zahrnout: hrbolatka šedá (Boletopsis grisea), hřib satan (Rubroboletus satanas), liška Friesova (Cantharellus friesii), pavučinec nádherný (Cortinarius orichalceus), kržatka šikmá (Flammulaster limulatus), podloubník siný (Gyrodon lividus), korálovec ježatý (Hericium erinaceus), lošákovec oranžový (Hydnellum aurantiacum), lošákovec blankytný (Hydnellum caeruleum), voskovka granátová (Hygrocybe punicea), vláknice jurská (Inocybe jurana), ryzec honosný (Lactarius repraesentaneus), ryzec osténkatý (Lactarius spinosulus), ohnivec zimní (Microstoma protracta), helmovka dvojvonná (Mycena diosma), ohňovec ohraničený (Phellinus nigrolimitatus), štítovka šarlatová (Pluteus aurantiorugosus), baňka velkokališná (Sarcosphaera coronaria), lopatička kyjovitá (Spathularia flava), čirůvka větší (Tricholoma matsutake), čirůvka tygrovaná (Tricholoma pardalotum), čirůvka zelenožlutavá (Tricholoma viridilutescens), urnička pohárová (Urnula craterium) a míhavka vodní (Vibrissea truncorum).
Z ohrožených druhů byly k ochraně navrženy: muchomůrka ježatohlavá (Amanita echinocephala), hřib bronzový (Boletus aereus), pavučinec náramkovcový (Cortinarius praestans), pavučinec bažinný (Dermocybe uliginosa), korálovec jedlový (Hericium flagellum), helmovka podhorská (Hydropus subalpinus), třepenitka pomněnková (Hypholoma myosotis), kozák dubový (Leccinellum crocipodium), kotrč Němcův (Sparassis nemecii) a čirůvka růžovolupenná (Tricholoma orirubens).

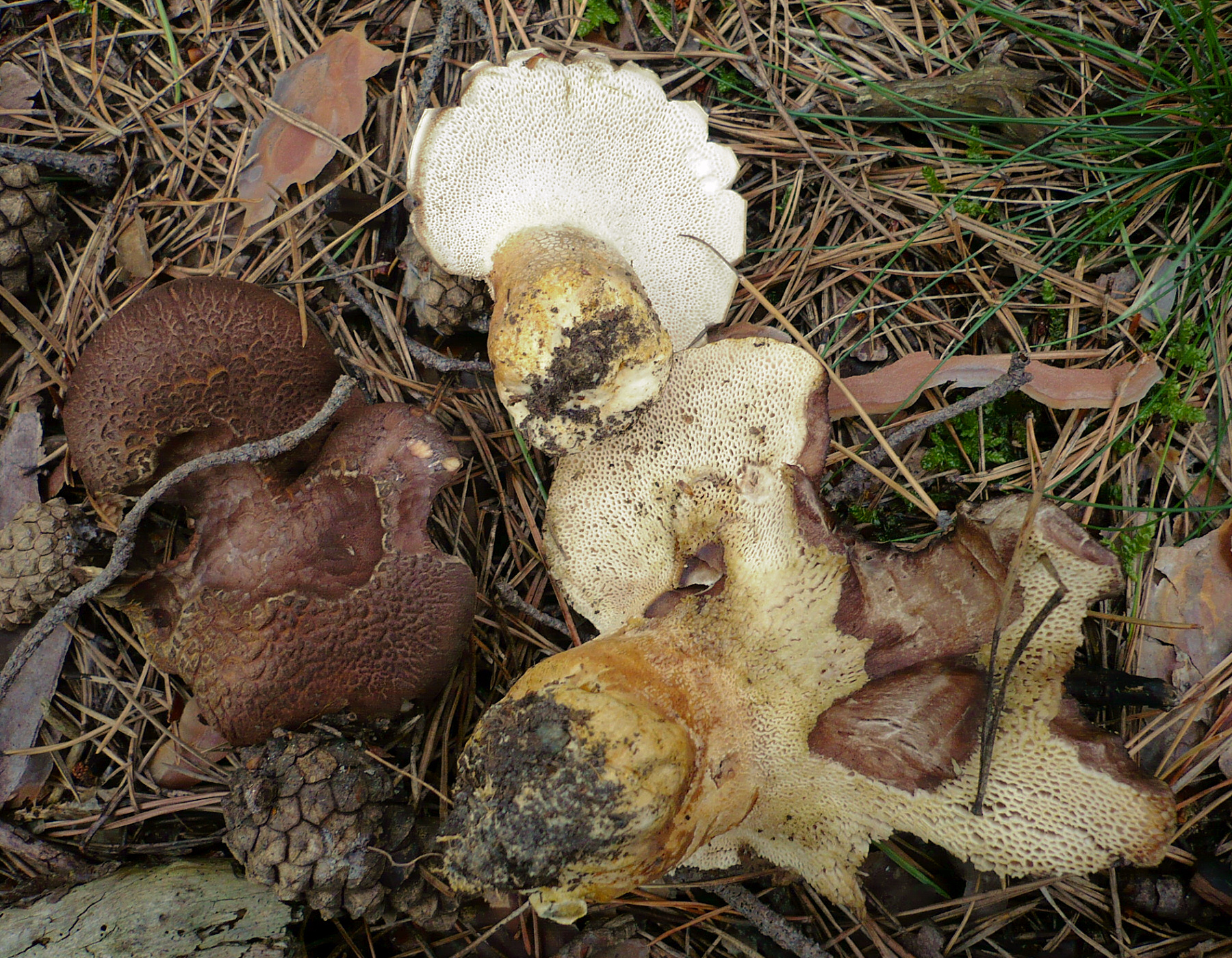
krásnoporka kozí noha (Albatrellus pes-caprae)
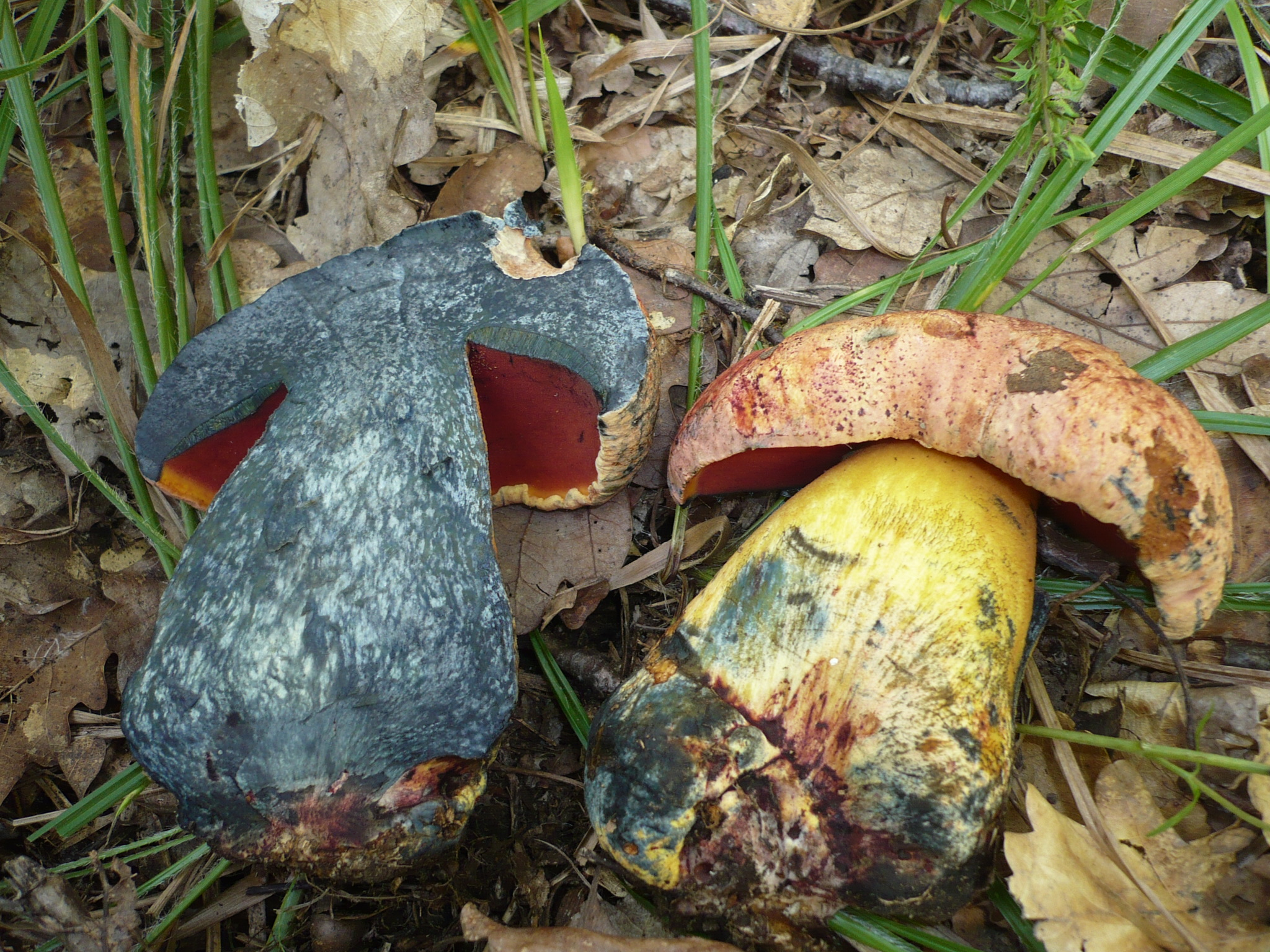
hřib rudonachový (Imperator rhodopurpureus)
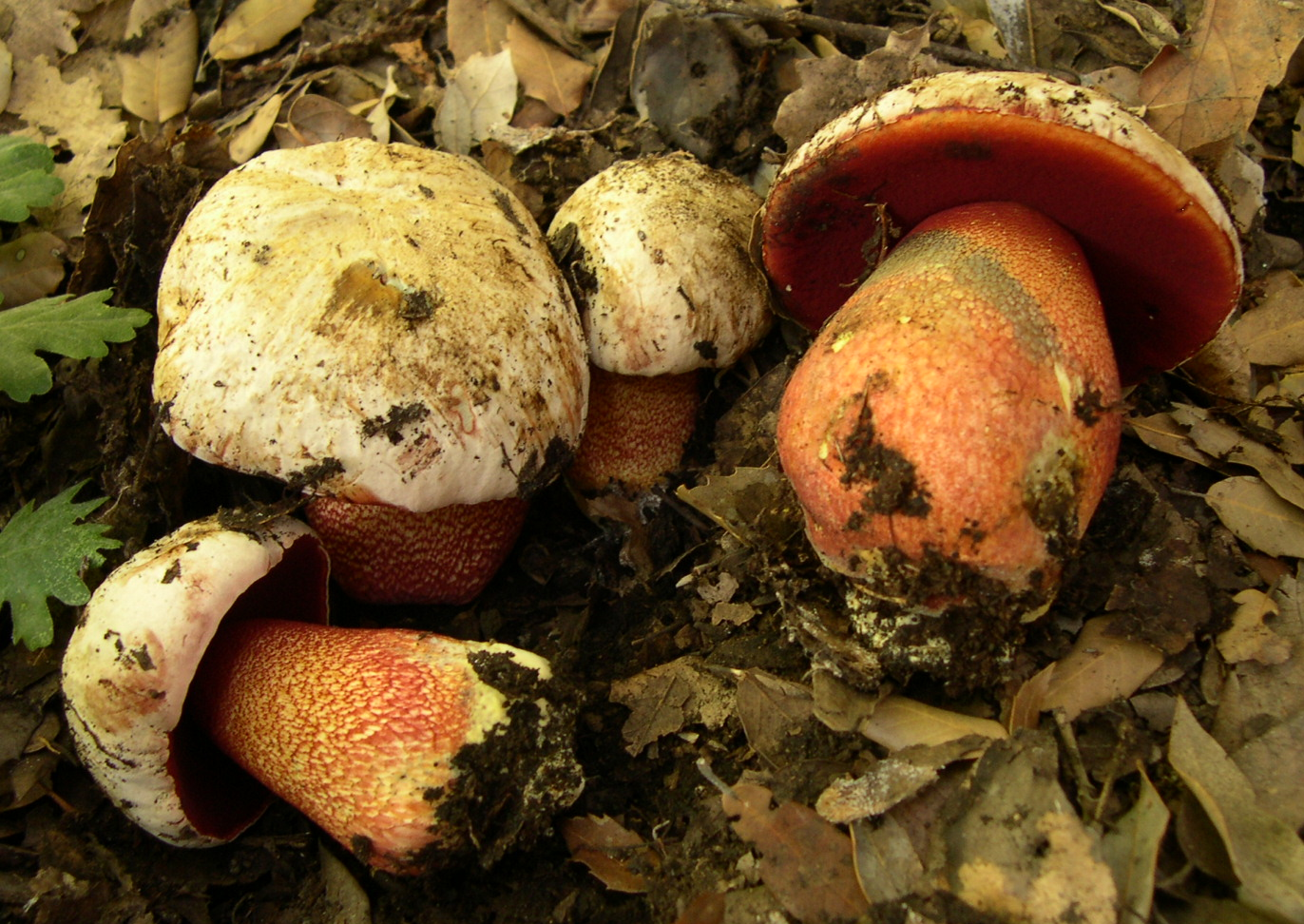
hřib nachový (Rubroboletus rhodoxanthus)
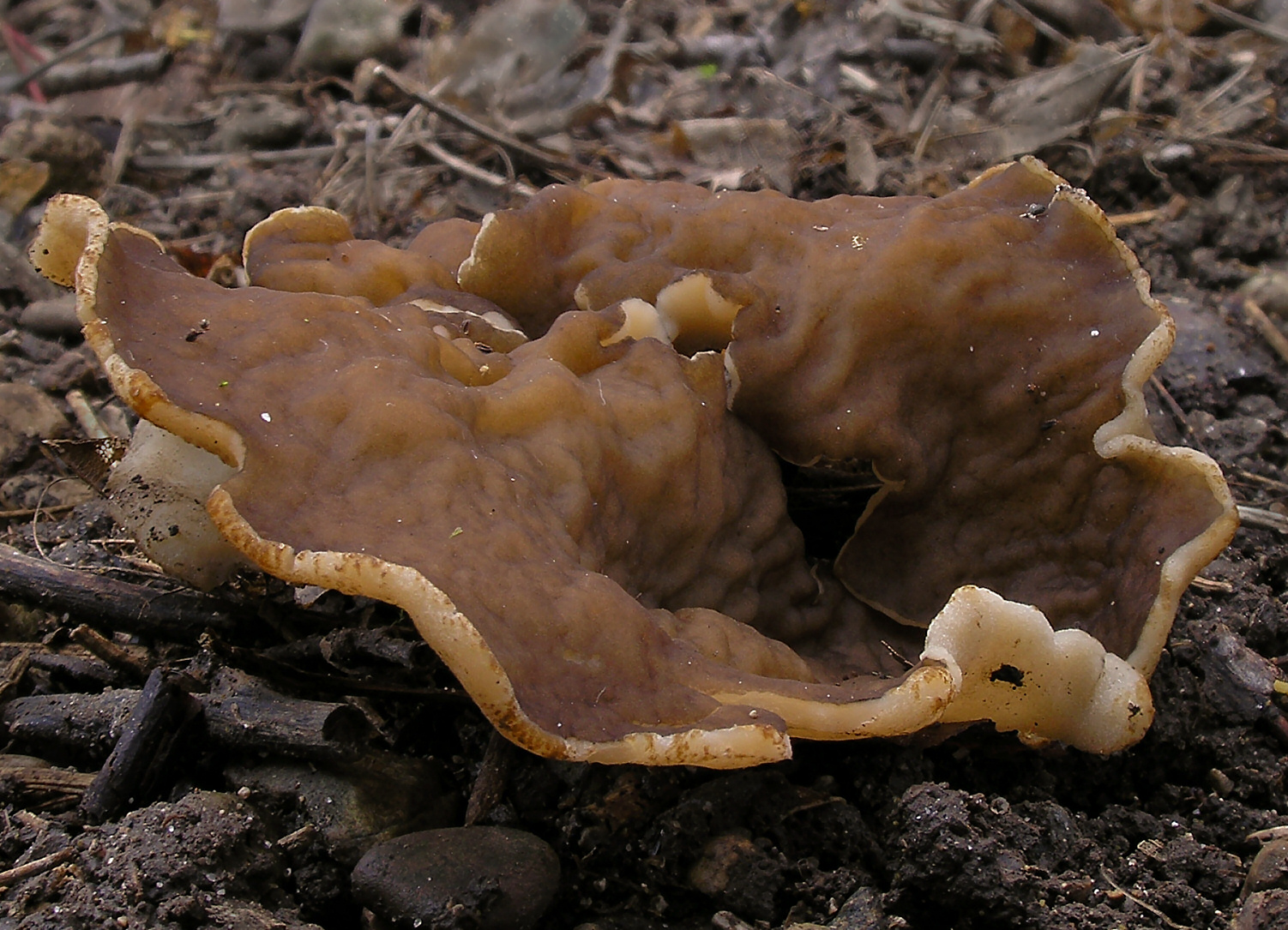
terčovnice síťnatá (Disciotis venosa)
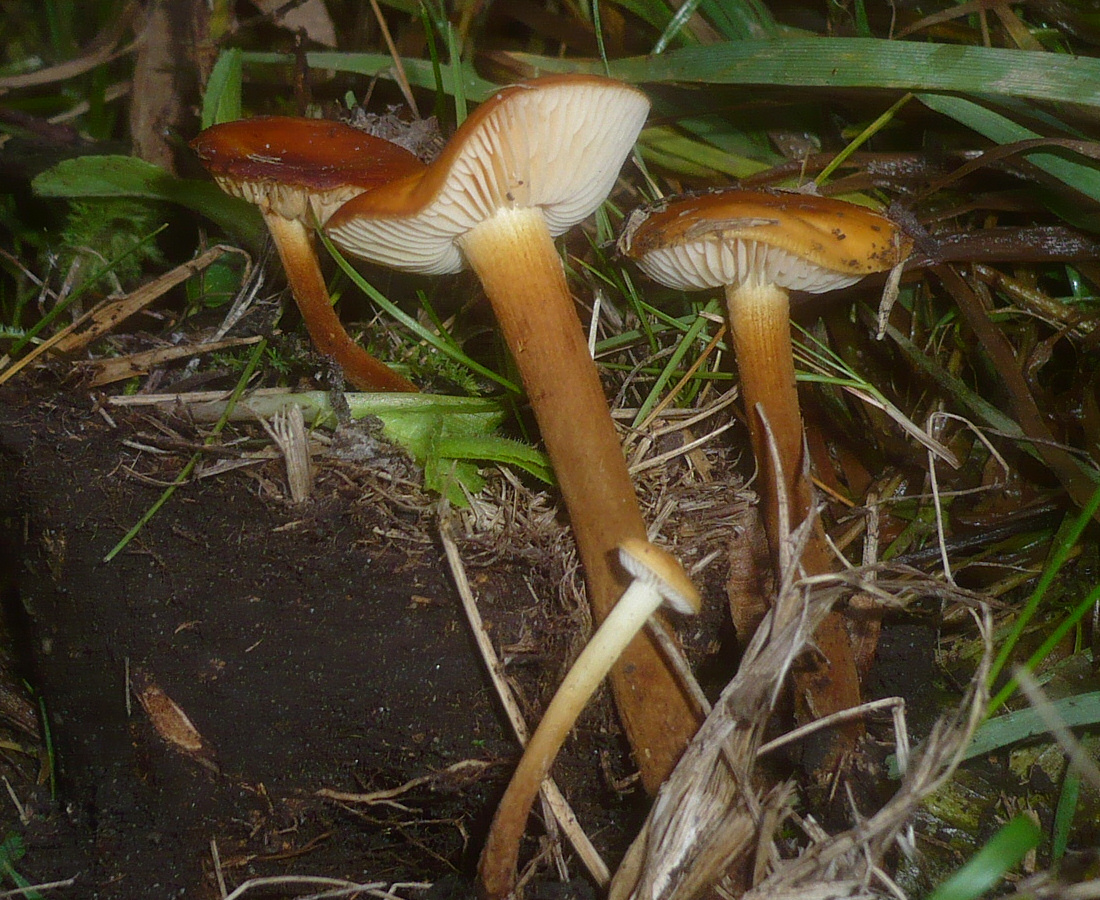
penízovka stepní (Flammulina ononidis)
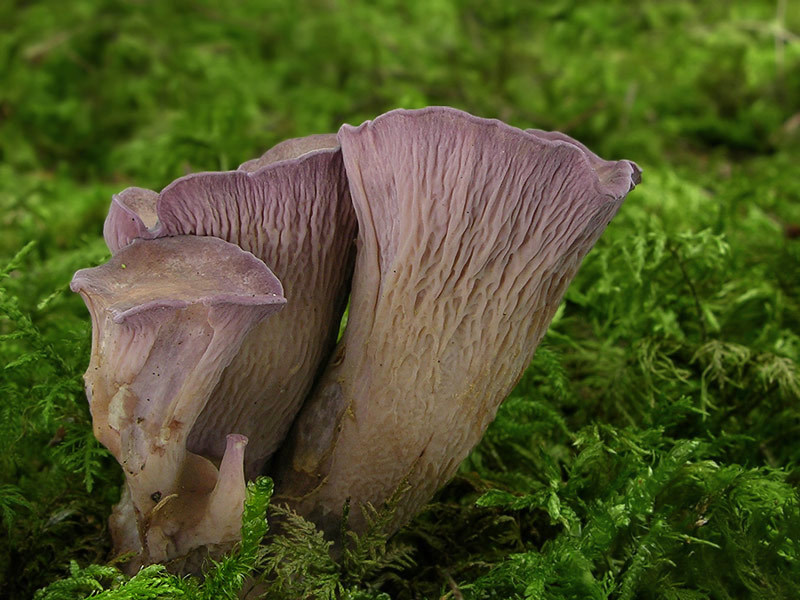
stročkovec kyjovitý (Gomphus clavatus)
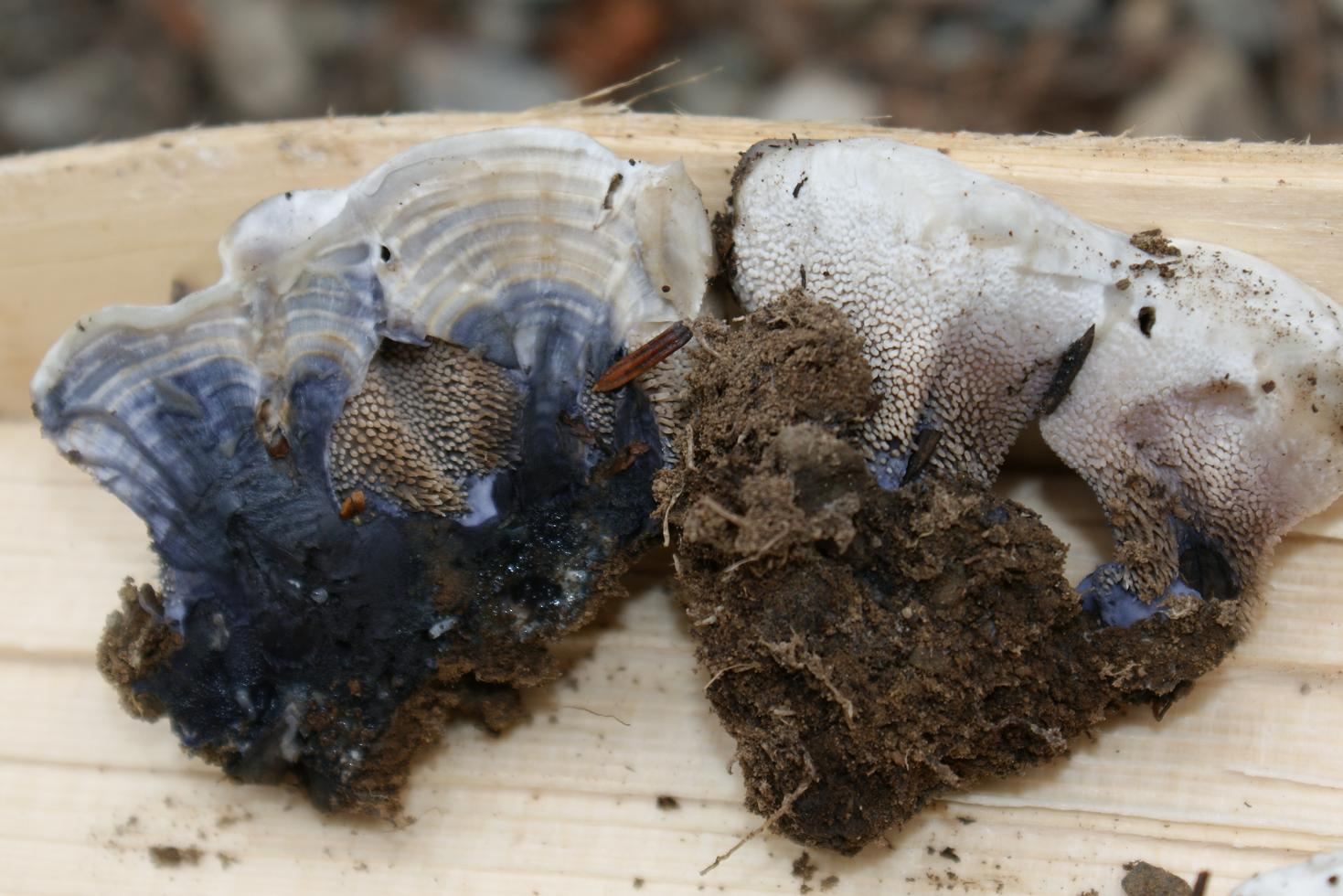
lošákovec libovonný (Hydnellum suaveolens)
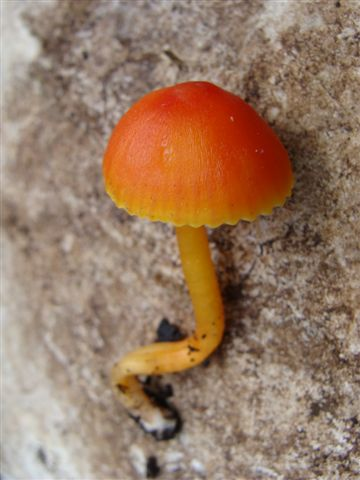
voskovka hořká (Hygrocybe mucronella)
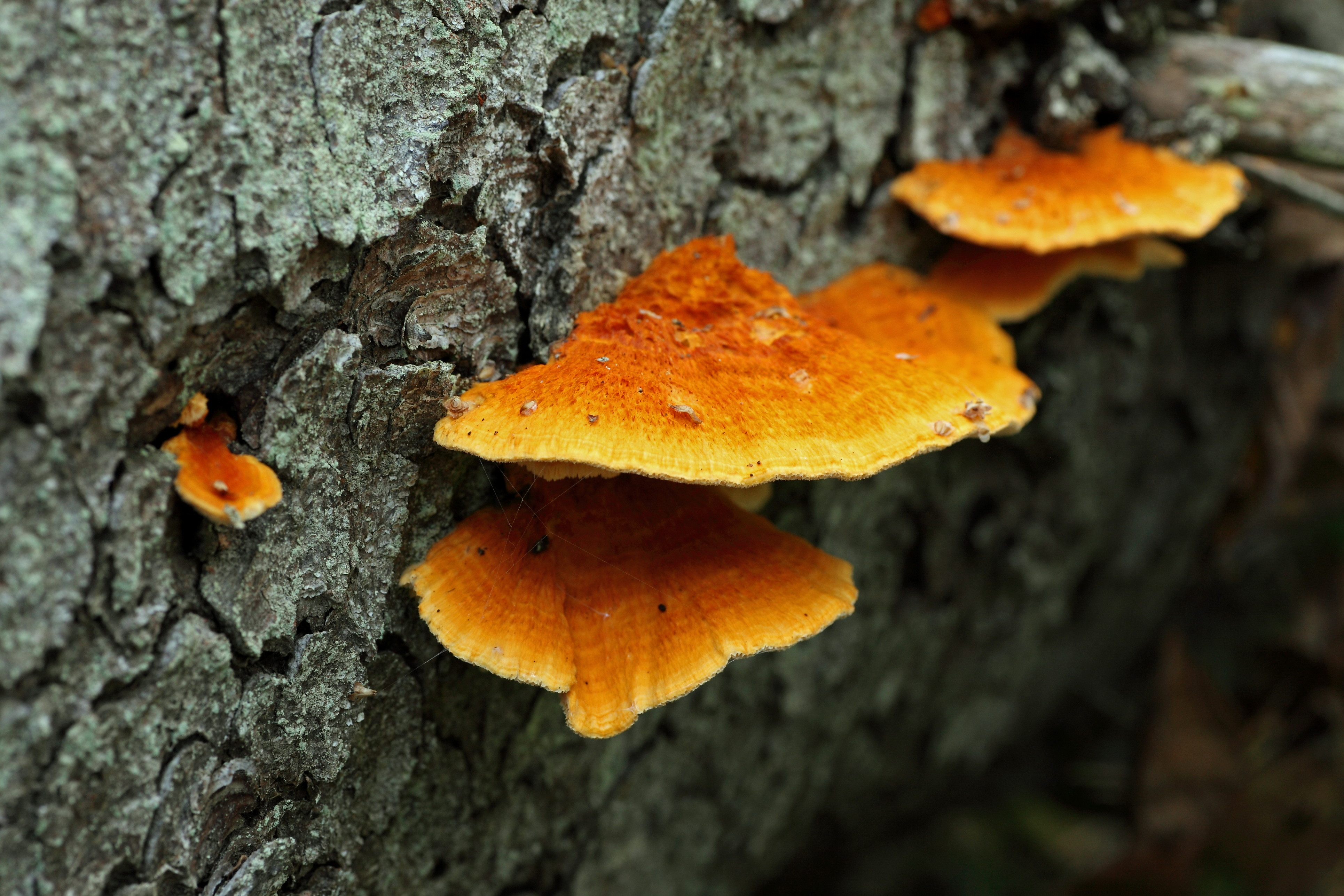
oranžovec vláknitý (Pycnoporellus fulgens)
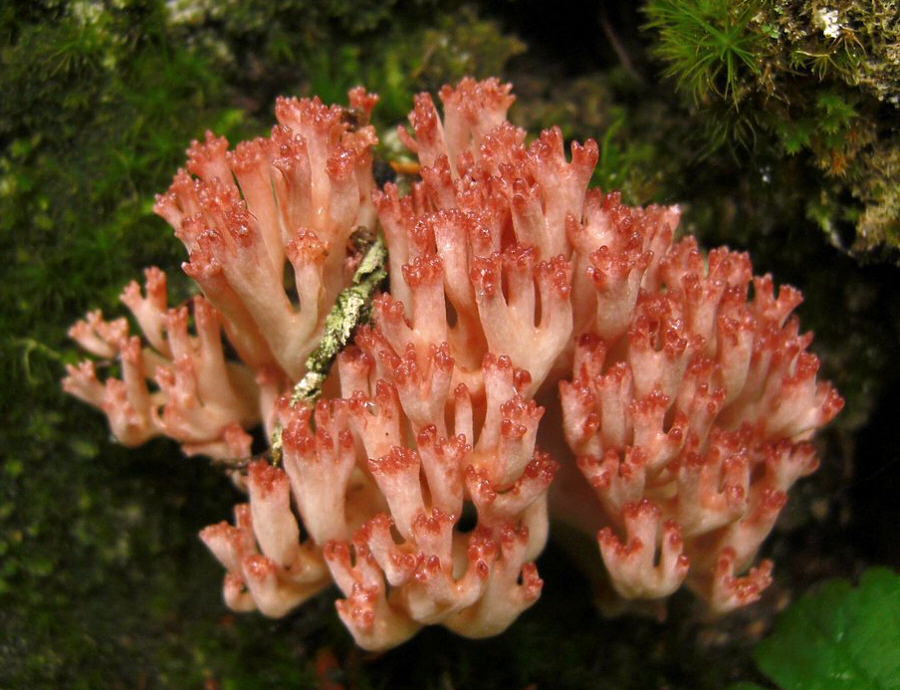
kuřátka jarmuzová (Ramaria botrytis)
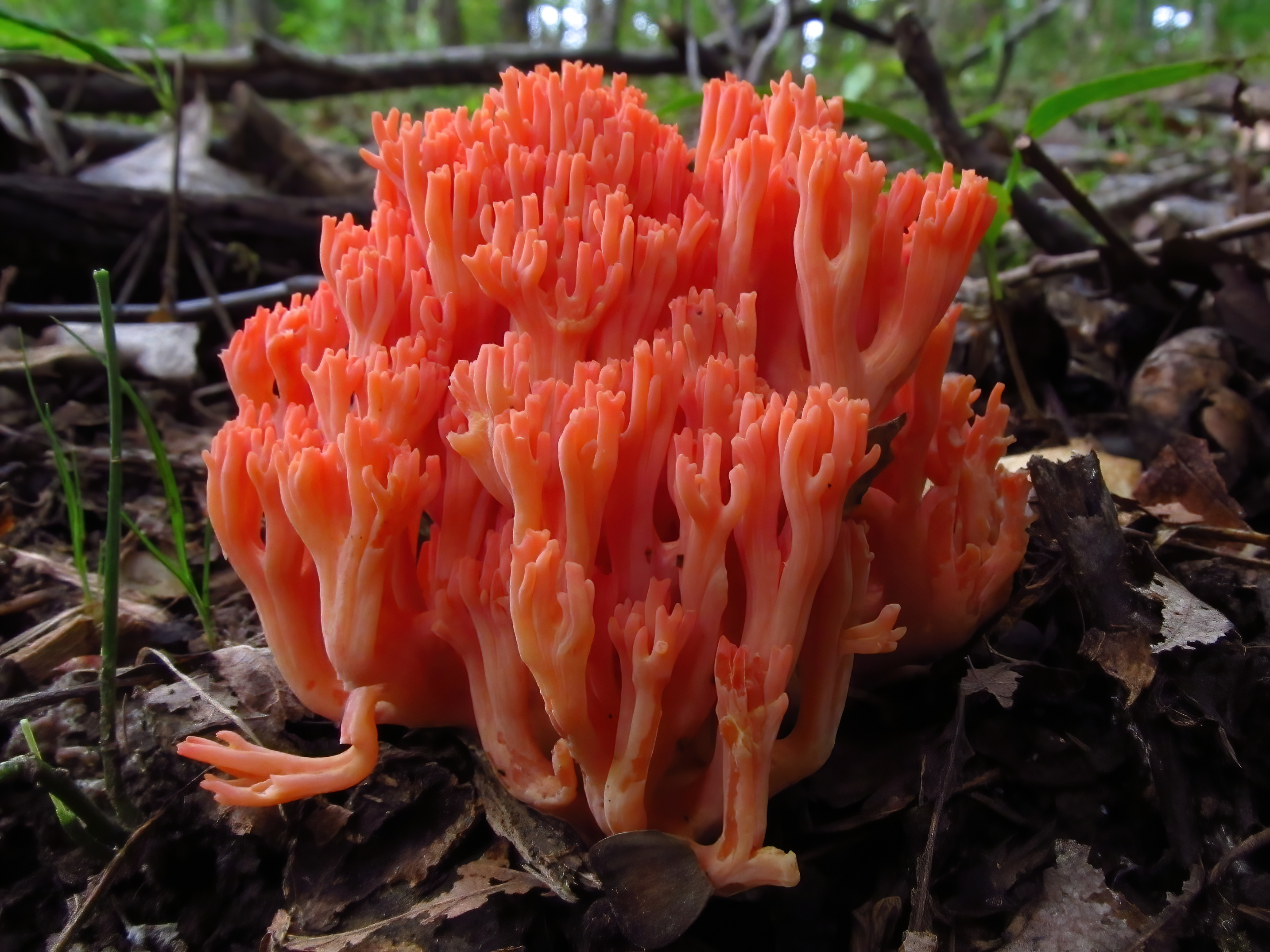
kuřátka lososová (Ramaria subbotrytis)
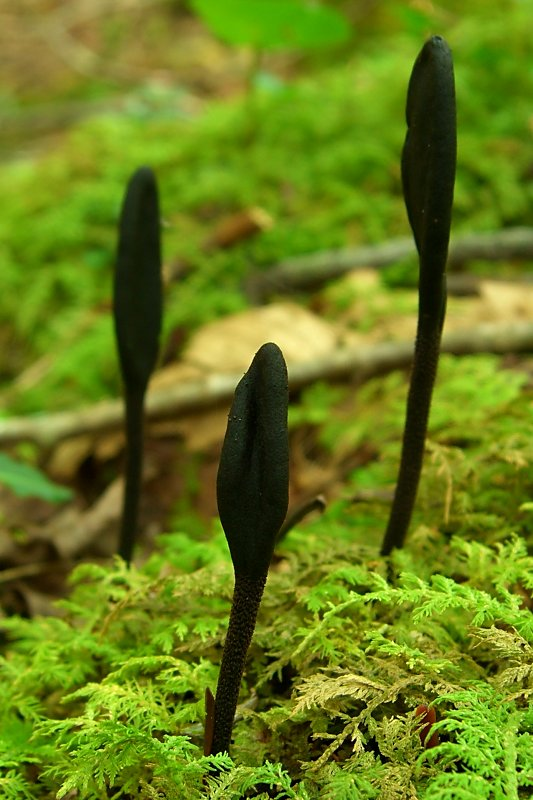
jazourek srstnatý (Trichoglossum hirsutum)
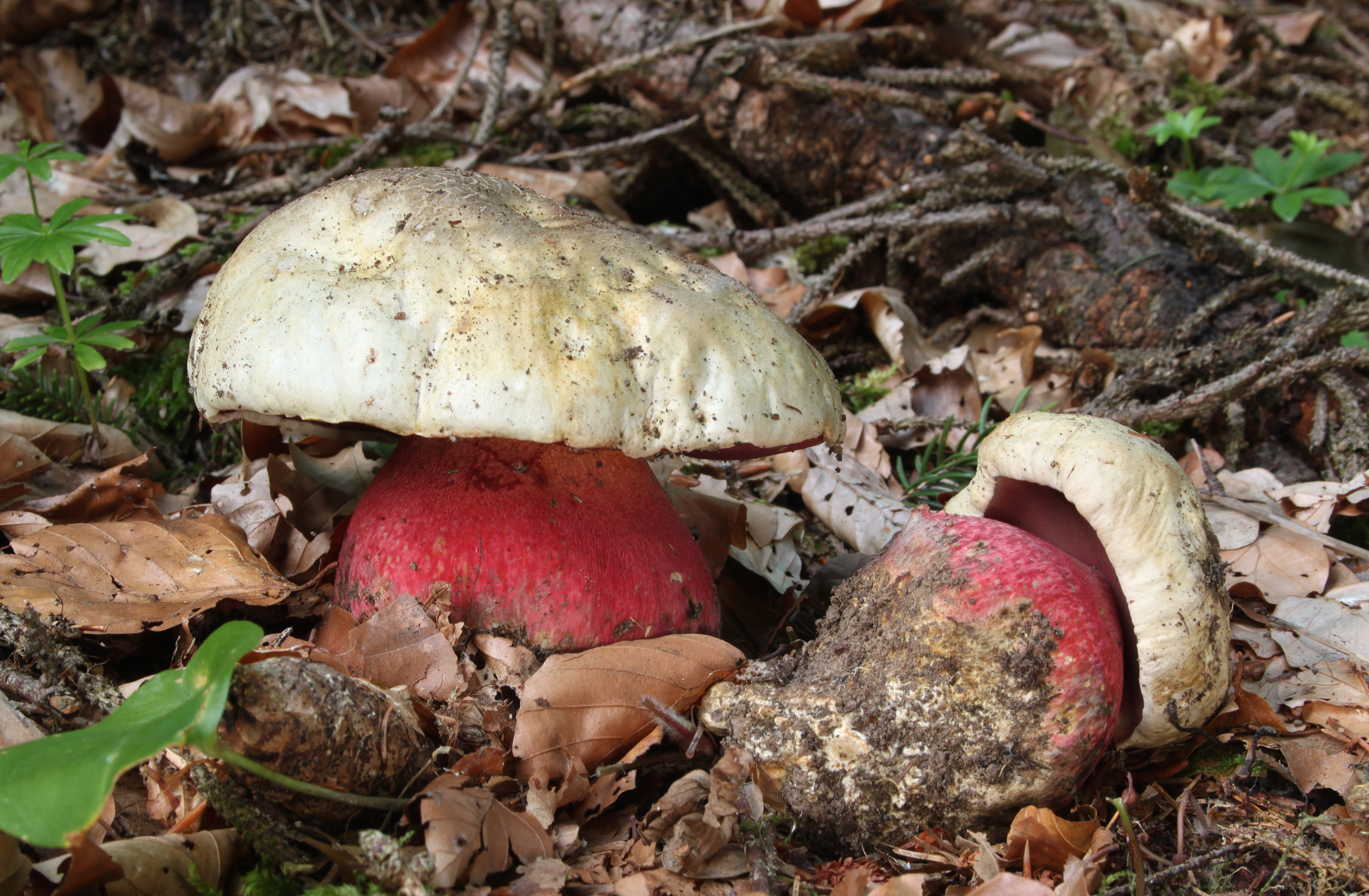
hřib satan (Rubroboletus satanas)
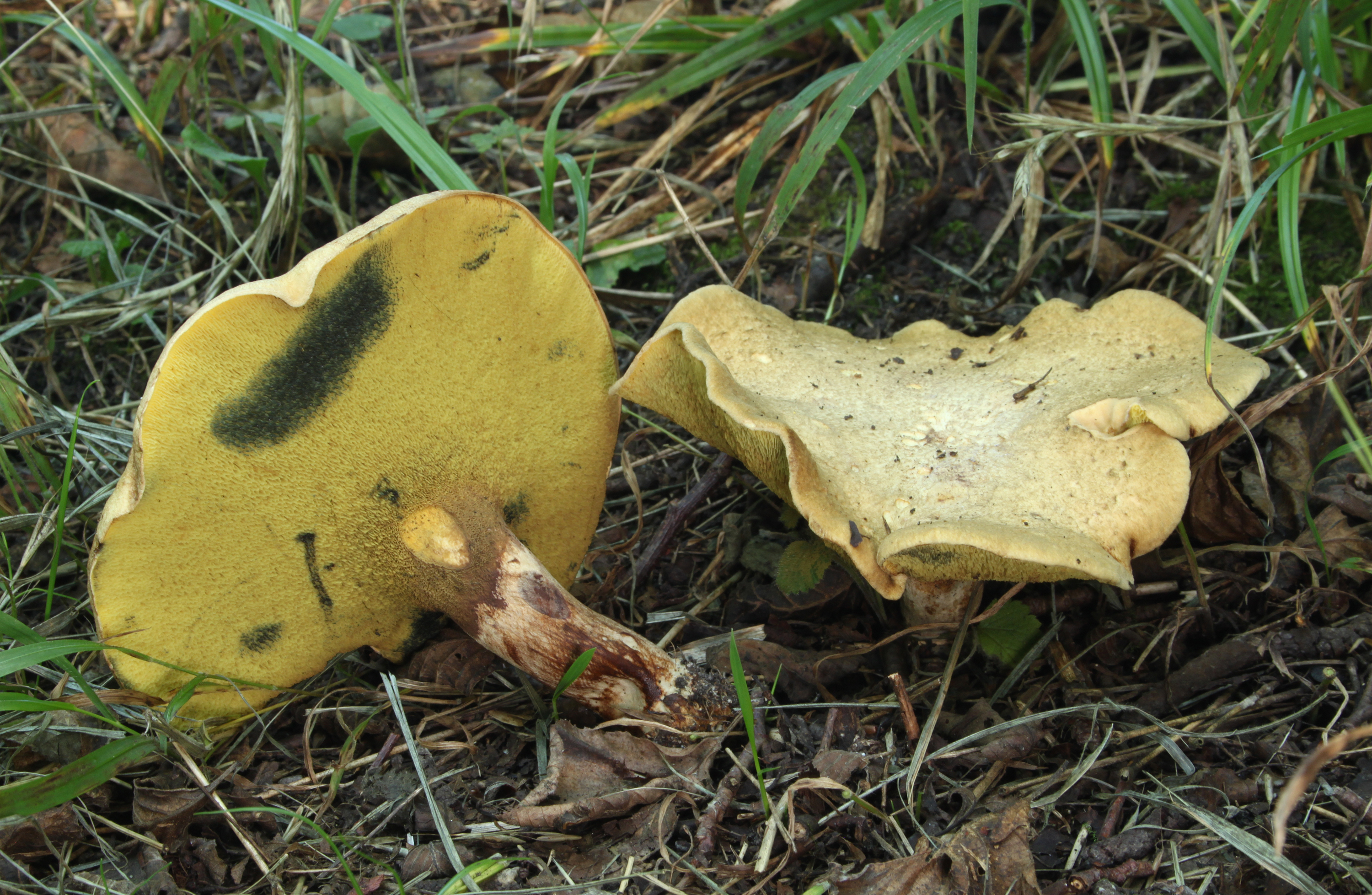
podloubník siný (Gyrodon lividus)
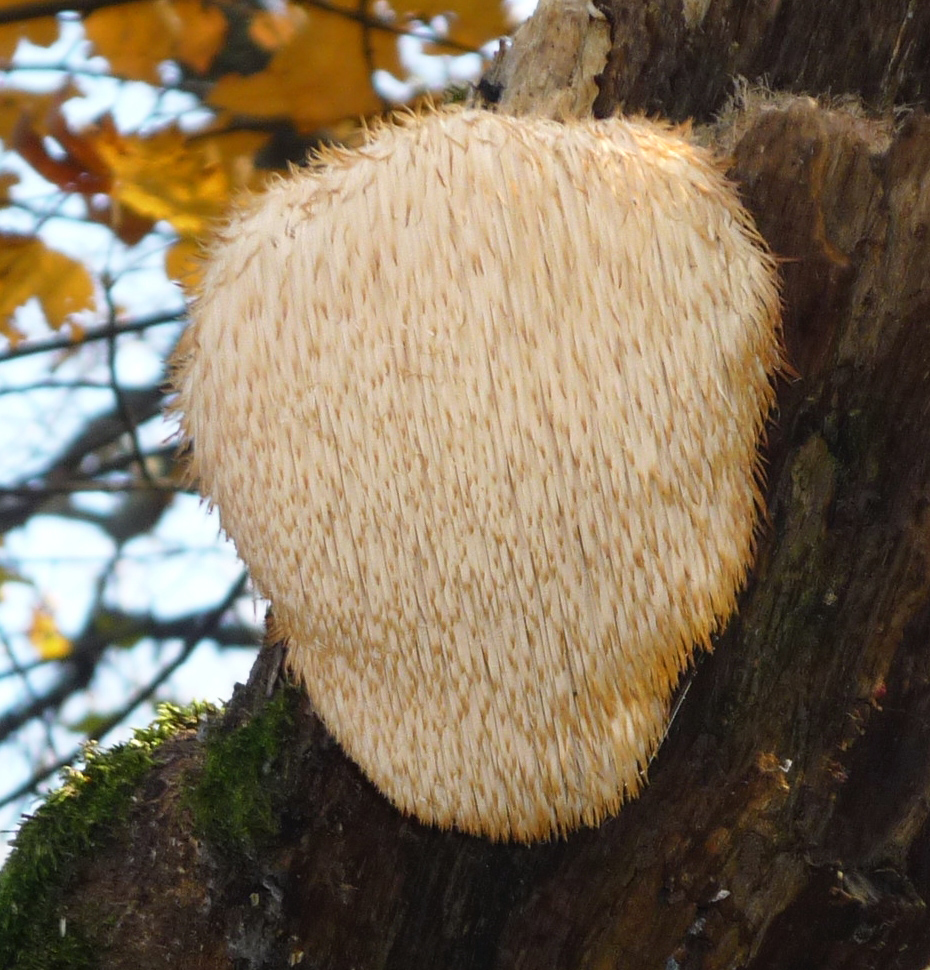
korálovec ježatý (Hericium erinaceus)
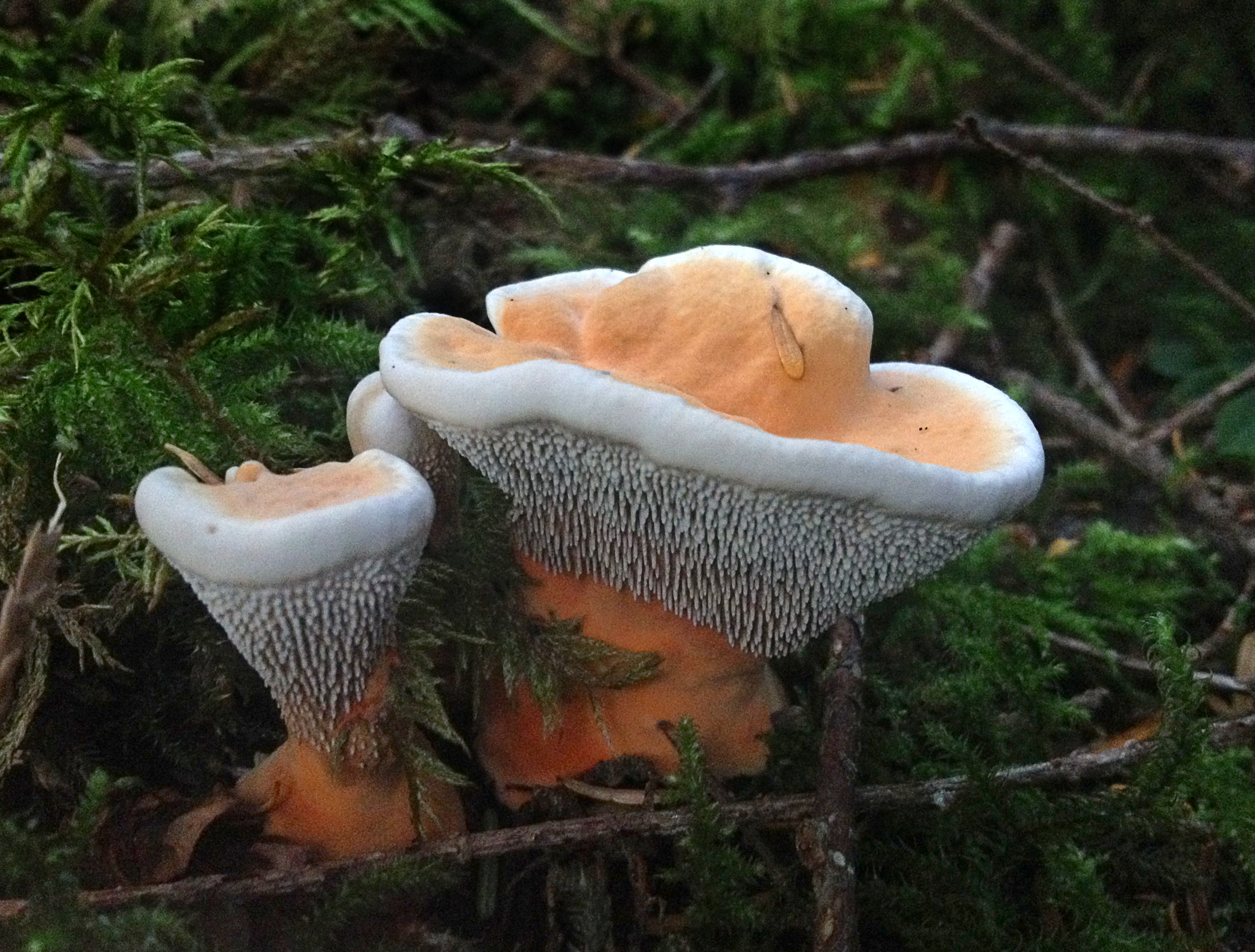
lošákovec oranžový (Hydnellum aurantiacum)
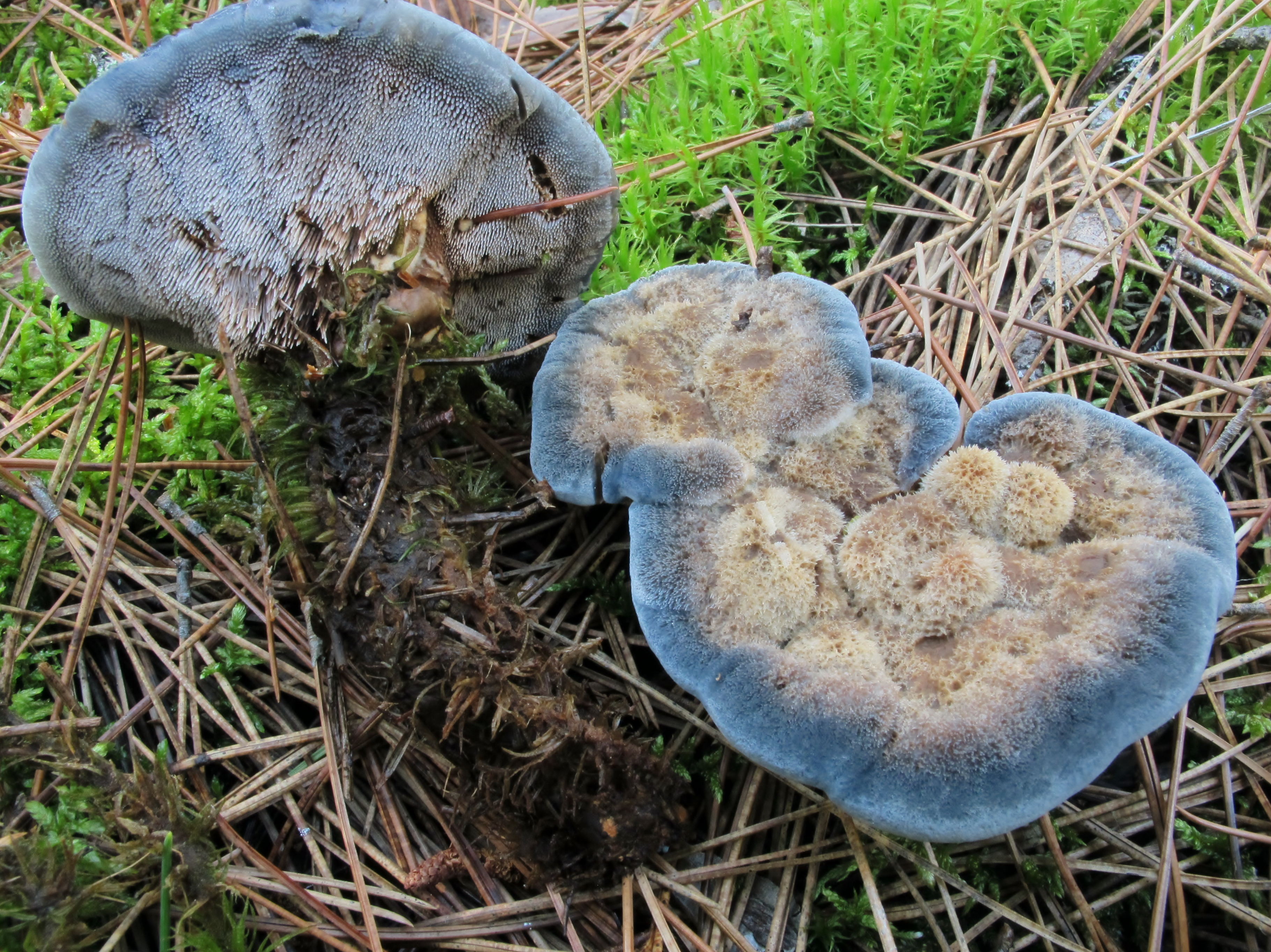
lošákovec blankytný (Hydnellum caeruleum)
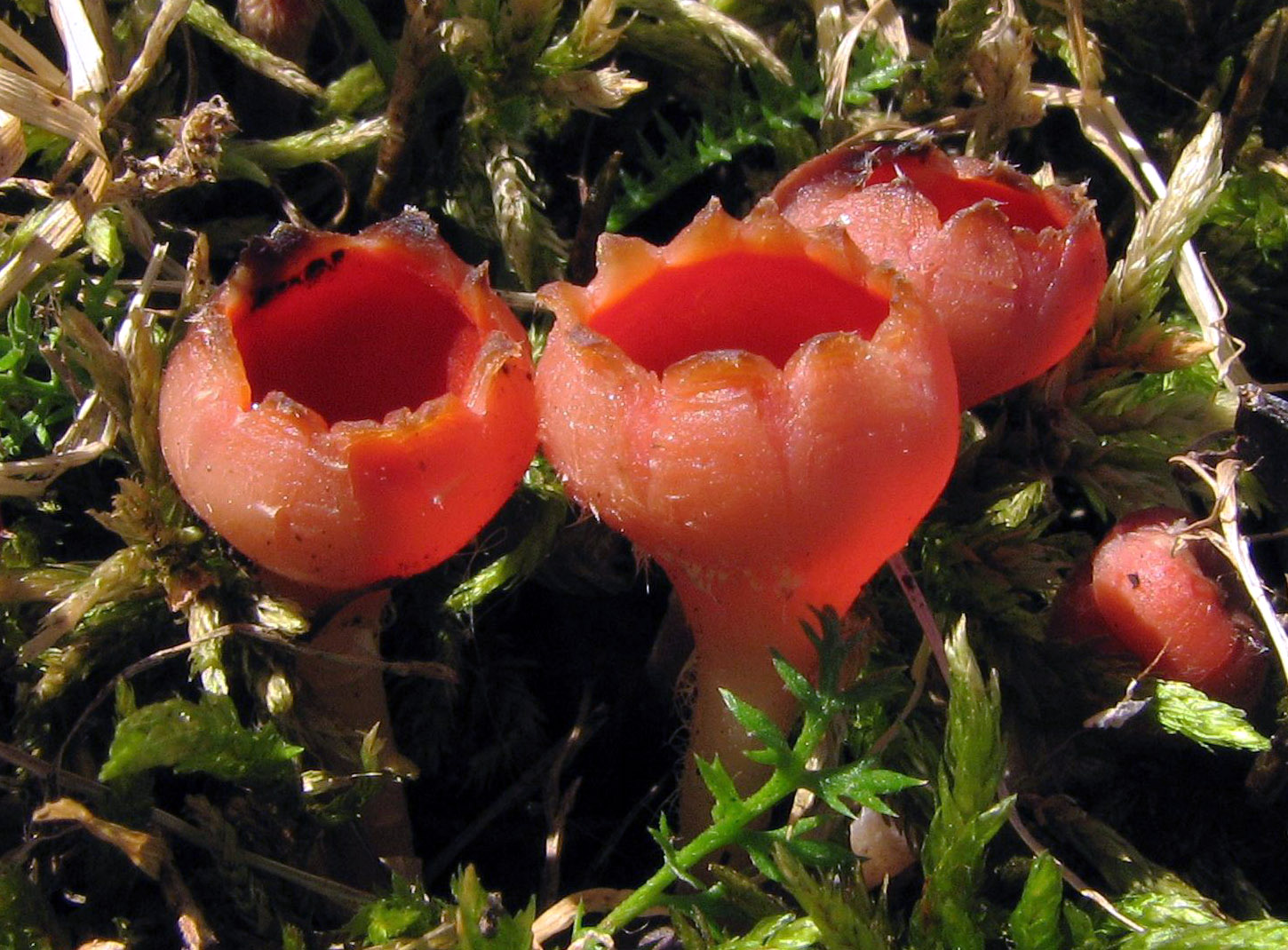
ohnivec zimní (Microstoma protractum)
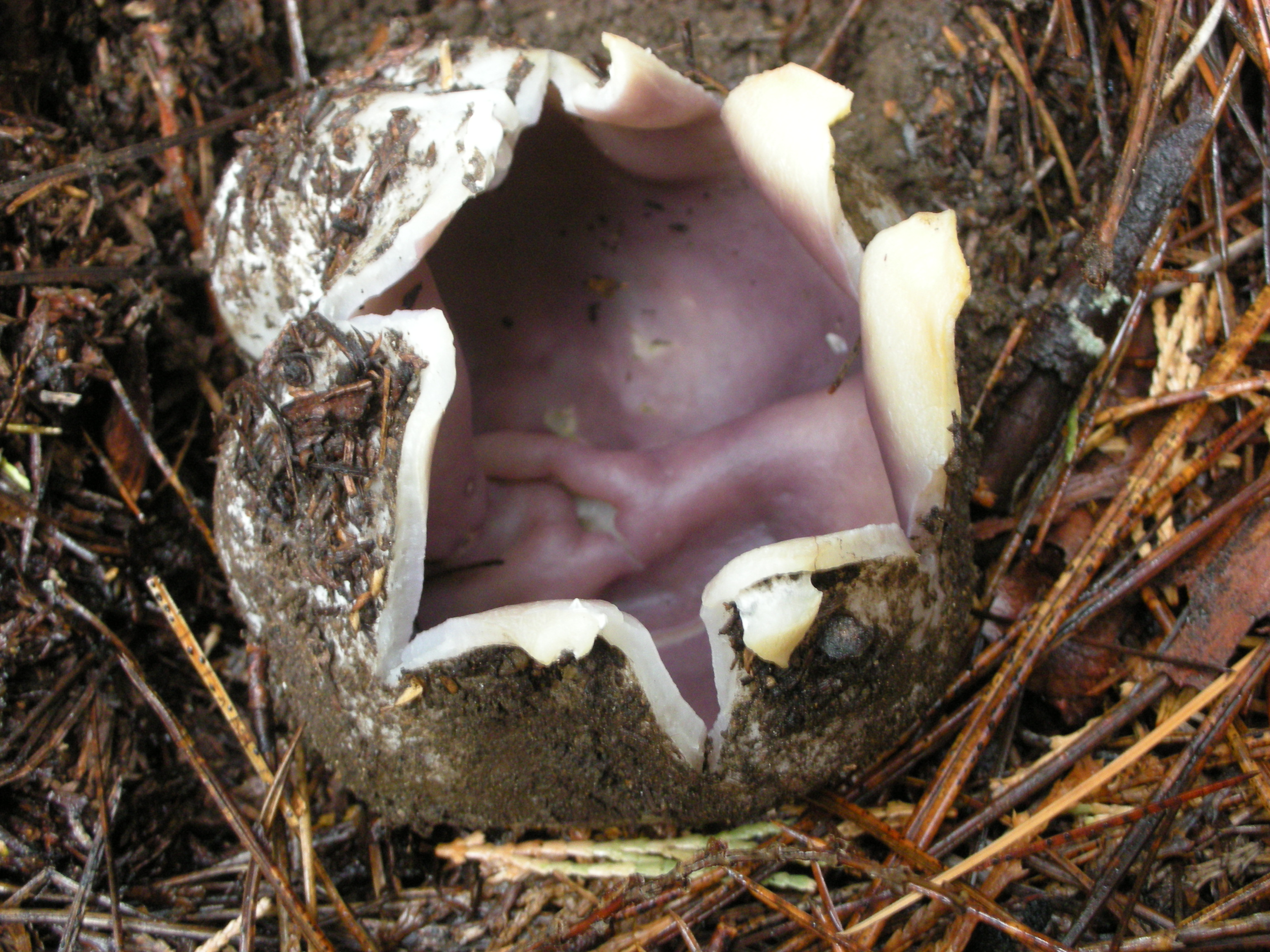
baňka velkokališná (Sarcosphaera coronaria)
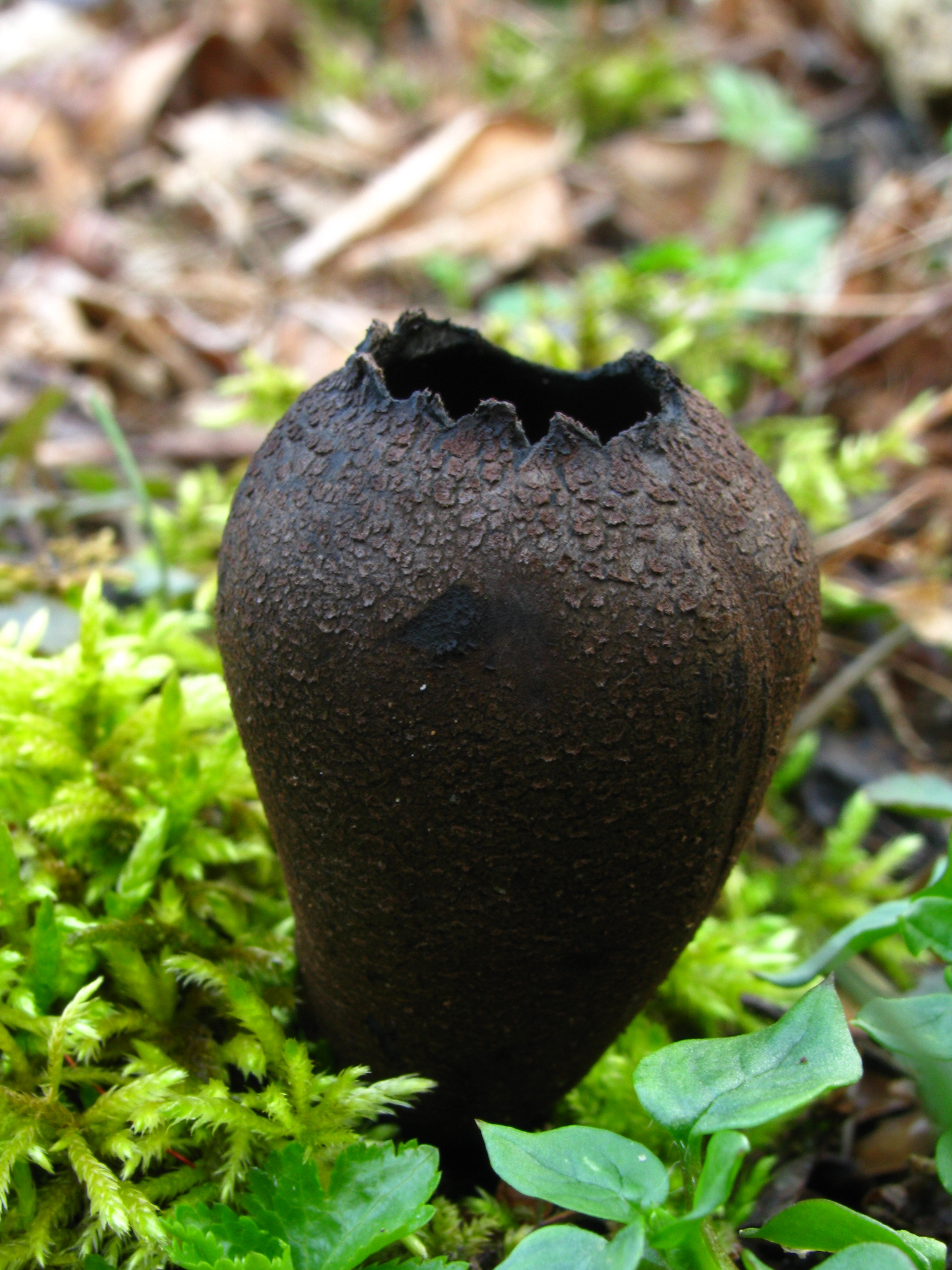
urnička pohárová (Urnula craterium)
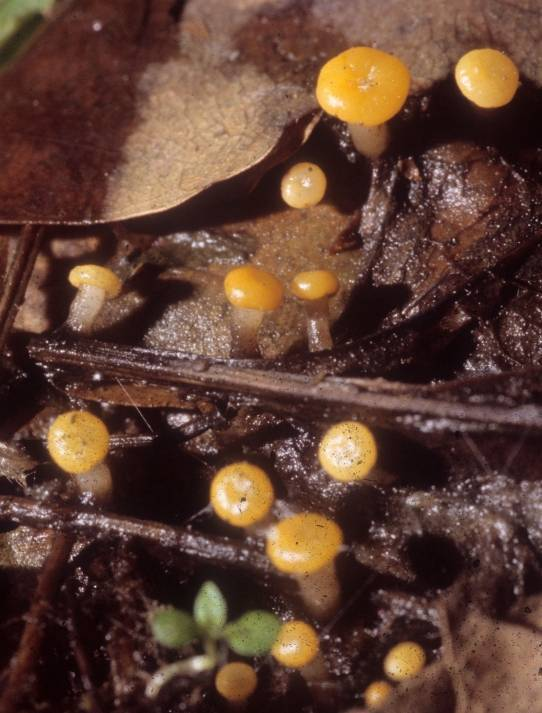
míhavka vodní (Vibrissea truncorum)
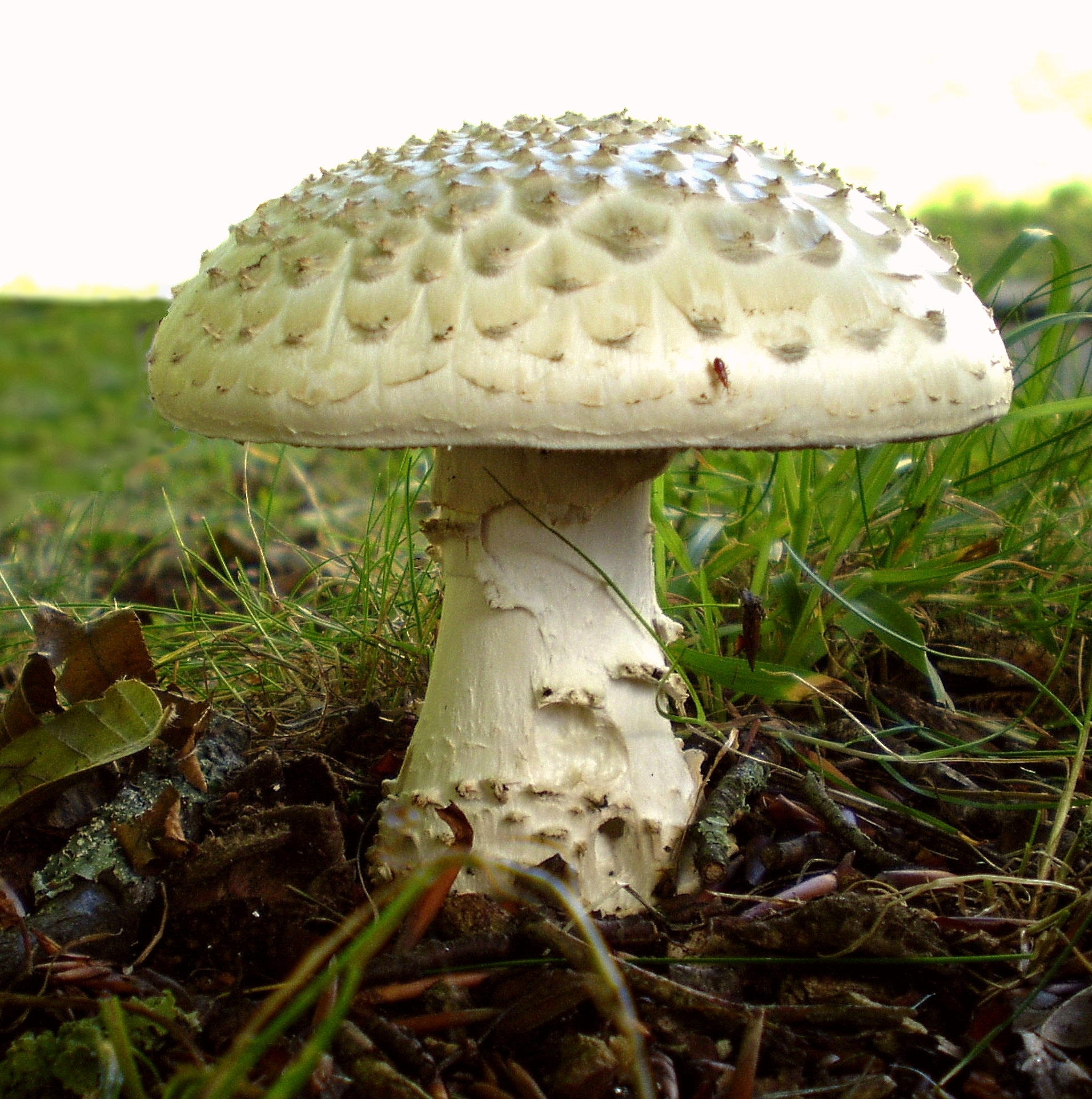
muchomůrka ježatohlavá (Amanita echinocephala)
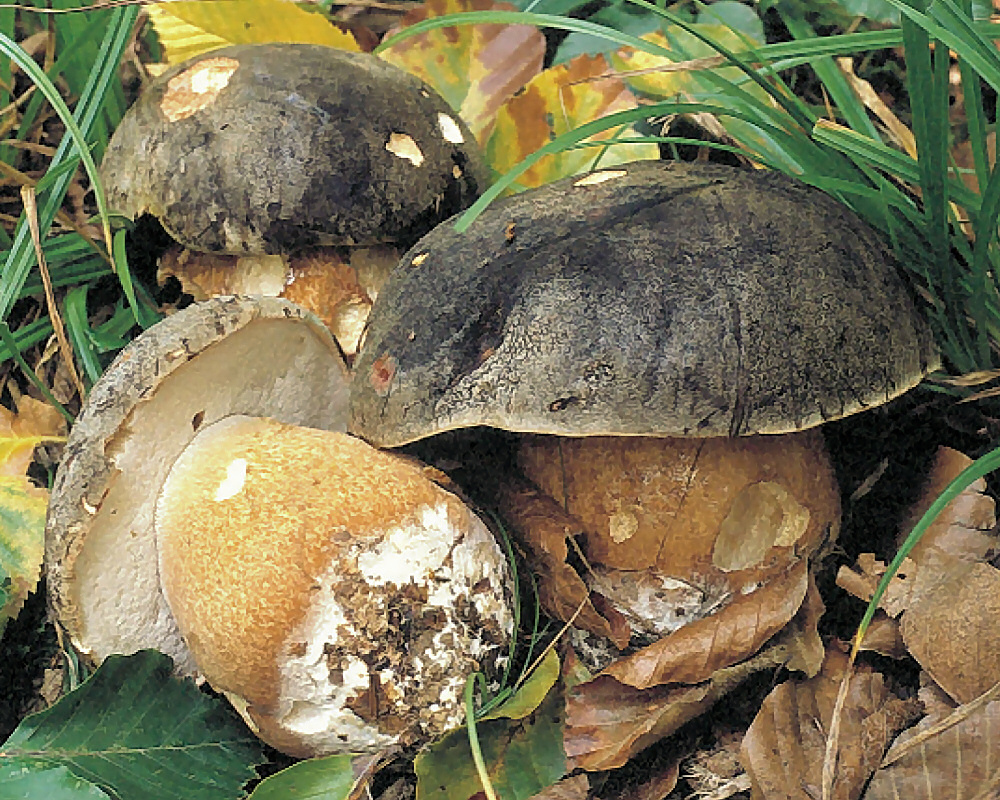
hřib bronzový (Boletus aereus)